# ASASSN-15lh
ASASSN-15lh foi uma cogitada supernova superluminosa detectada pelo Observatório Las Campanas em 14 de junho de 2015.
Tratava-se do fenômeno deste tipo mais potente jamais registrado, com uma luminosidade máxima de 570 000 milhões de vezes superior a do Sol e vinte vezes maior que a da Via Láctea. Nenhuma das teorias atuais explicam por completo as causas desta supernova, visível durante vários anos.
A descoberta da ASASSN-15lh foi formalmente publicada em um artigo da revista Science.

## Identificação errônea referente a uma supernova superluminosa
Em um estudos realizados por uma equipe internacional de astrônomos, publicado na revista Nature Astronomy, a ASASSN-15lh foi - em observações do Observatório Europeu do Sul (ESO) - , entretanto , engolida por um buraco negro supermassivo com cem milhões de vezes a massa do Sol e, ao passar, culminou com um brilho 20 vezes mais intenso que a luz emitida por todas as estrelas da Via Láctea.